# Alain Boublil (auteur)
Pour les articles homonymes, voir Boublil.
 (décembre 2021).
Si vous disposez d'ouvrages ou d'articles de référence ou si vous connaissez des sites web de qualité traitant du thème abordé ici, merci de compléter l'article en donnant les références utiles à sa vérifiabilité et en les liant à la section « Notes et références ».
Alain Boublil, né le 5 mars 1941 à Tunis, est un librettiste français. Il est surtout connu pour ses collaborations avec Claude-Michel Schönberg.

## Biographie
Alain Boublil rencontre en 1969 le directeur artistique de Franck Pourcel, Claude-Michel Schönberg, et une longue collaboration débute.
Dans les années 1960, Alain Boublil travaille pour les disques Vogue et écrit des chansons, notamment pour Jean-François Michael. En 1972, il a l'idée avec Schönberg d'écrire un opéra rock sur la Révolution française. Il connaît un grand succès avec le double album La Révolution française sur une partition de Schönberg et Raymond Jeannot (paroles coécrite avec Jean-Max Rivière). Le spectacle créé en 1973 au Palais des sports de Paris est mis en scène par Michel de Ré et se prolonge au Théâtre Mogador.
À partir de 1978, il travaille, toujours avec Schönberg, sur une nouvelle comédie musicale Les Misérables qui verra le jour en 1980 d'abord sous la forme d'un album puis d'une comédie musicale (comme la précédente) en septembre 1980, au Palais des Sports de Paris, mise en scène par Robert Hossein.
En 1983, il rencontre Cameron Mackintosh qui l'entraîne dans sa première production londonienne : Abbacadabra, un conte musical sur des musiques d'ABBA. Abbacadabra est aussi le nom donné au groupe d'enfants qui en enregistre la version française, montée par Alain et Daniel Boublil. Un deuxième disque, La fusée de Noé, sort en 1984. Il travaille également, avec Schönberg, à l'adaptation anglaise des Misérables. Elle rencontrera un succès mondial dans 19 pays et dans 14 langues différentes.
En 1986, il participe à la composition de Opéra Express, un album de Kimera. Il participe ensuite à une nouvelle comédie musicale, Miss Saigon, toujours avec Schönberg, sur des textes (en anglais) de Richard Maltby Jr.. Elle verra le jour en 1989 à Londres.
En 1996, leur nouvelle comédie musicale, Martin Guerre, voit le jour à Londres.
The Pirate Queen, l'histoire d'une pirate irlandaise du XVIe siècle appelée Grace O'Malley est ensuite créée au Cadillac Palace Theater de Chicago le 3 octobre 2006, cette comédie musicale est ensuite jouée au Hilton Theater de Broadway à partir du 5 avril 2007.
Le dernier projet d'Alain Boublil et Schönberg est Marguerite avec la musique de Michel Legrand et des paroles de Herbert Kretzmer. Inspirée par La Dame aux camélias d'Alexandre Dumas fils et située durant la Seconde Guerre mondiale dans le Paris occupé, cette comédie musicale raconte l'histoire de la maîtresse d'un officier allemand de haut rang qui attire l'amour d'un pianiste deux fois plus jeune qu'elle. Marguerite doit être créée le 6 mai 2008 au Royal Haymarket Theatre de Londres.
Alain Boublil compose également sous les pseudonymes de Franck Harvel, Jim Wild Carson ou de Franck Bristone. Il publie notamment sous le nom de Jim Wild Carson un 45 tours sorti en 1972 puis réédité en 1976 : Big fat man, plus connu pour avoir été le générique de l'émission de radio L'Oreille en coin.
Alain Boublil est surtout connu pour ses collaborations avec Claude-Michel Schönberg sur les comédies musicales :
- La Révolution française (1973) ;
- Les Misérables (1980) ;
- Miss Saigon (1991) ;
- Martin Guerre (1996) ;
- The Pirate Queen (2006).
- Marguerite (2008).

### Les Misérables
Les Misérables est une comédie musicale basée sur le roman Les Misérables de Victor Hugo. 125 millions de personnes ont assisté à ce spectacle dont neuf millions à New York avec un chiffre d'affaires de 1,8 milliard de dollars. Six présidents américains y ont assisté : George W. Bush, Bill Clinton, George Bush père, Ronald Reagan, Jimmy Carter et Richard Nixon.
Le spectacle est interprété en une vingtaine de langues : allemand, anglais, créole, danois, espagnol, estonien, finnois, français, hébreu, hongrois, islandais, japonais, néerlandais, norvégien, polonais, portugais, suédois et tchèque.
L'œuvre a remporté plus de 50 prix dont huit Tony Awards, deux Grammy Awards et deux Victoires de la musique.

### Miss Saigon
La première de Miss Saigon a eu lieu au Théâtre de Drury Lane le 20 septembre 1989 et l'œuvre a été jouée pendant dix années consécutives. Elle est également jouée dans 9 autres pays : États-Unis, Canada, Australie, Hongrie, Japon, Pays-Bas, Danemark, République tchèque, Suède et Philippines. Plus de 28 millions de personnes ont assisté à ce spectacle. Miss Saigon a été  nommé 11 fois pour les Tony Awards (et en a gagné trois) et le Evening Standard Drama Award.

### Autres
Martin Guerre a remporté le Laurence Olivier Award pour la meilleure musique en 1997. Boublil a écrit également Le Journal d'Adam et Eve, basé sur l'histoire de Mark Twain. Il a également publié sa première nouvelle, Les Dessous de soi, qui a reçu le prix Prince Maurice du Roman d'Amour.

## Ouvrage
- Alain Boublil et Claude-Michel Schönberg, J'avais rêvé, éditions du Rocher, 2024.